# Leo Sexton
Leo Joseph Sexton (Danvers, 27 augustus 1909 – Perry, 6 september 1968) was een Amerikaanse atleet, die vooral goede prestaties heeft geleverd in de discipline kogelstoten.

## Loopbaan
Sexton had zich geplaatst voor de Olympische Spelen van 1932 in Los Angeles door eerste te worden bij de Amerikaanse kwalificatiewedstrijden. Kort voor de Spelen schaarde hij zich bij de favorieten voor de gouden medaille door het een maand oude wereldrecord van zijn landgenoot Herman Brix van 16,07 m te evenaren. In Los Angeles maakte Leo Sexton de verwachtingen waar en won de gouden medaille met een stoot van 16,005. Direct na de Olympische Spelen liet hij zien in welke geweldige vorm hij stak door in één maand tijd het wereldrecord te verbeteren naar 16,13 en vervolgens naar 16,16. Dit wereldrecord hield echter maar een maand stand.
Leo Sexton stierf op 59-jarige leeftijd in Perry, Oklahoma.

## Titels
- Amerikaans kampioen kogelstoten - 1932
- Amerikaans kampioen gewichtwerpen 56 pond - 1930, 1931, 1932
- Amerikaans indoorkampioen kogelstoten - 1931, 1933
- Amerikaans indoorkampioen gewichtwerpen 35 pond - 1931

## Palmares

### kogelstoten
- 1932:  OS - 16,005 m (OR)

1896: Bob Garrett ·
1900: Richard Sheldon ·
1904: Ralph Rose ·
1906: Martin Sheridan ·
1908: Ralph Rose ·
1912: Pat McDonald ·
1920: Ville Pörhölä ·
1924: Bud Houser ·
1928: John Kuck ·
1932: Leo Sexton ·
1936: Hans Woellke ·
1948: Wilbur Thompson ·
1952: Parry O'Brien ·
1956: Parry O'Brien ·
1960: Bill Nieder ·
1964: Dallas Long ·
1968: Randy Matson ·
1972: Władysław Komar ·
1976: Udo Beyer ·
1980: Vladimir Kiseljov ·
1984: Alessandro Andrei ·
1988: Ulf Timmermann ·
1992: Mike Stulce ·
1996: Randy Barnes ·
2000: Arsi Harju ·
2004: Adam Nelson ·
2008: Tomasz Majewski ·
2012: Tomasz Majewski ·
2016: Ryan Crouser ·
2020: Ryan Crouser ·
2024: Ryan Crouser